# San Pedro (Sucre)
San Pedro – miasto w Kolumbii, w departamencie Sucre.